# ايمانويل هيرش
ايمانويل هيرش (بالألمانية: Emanuel Hirsch)‏ هو عالم عقيدة ألماني، ولد في 14 يونيو 1888 في Wittenberge ‏ في ألمانيا، وتوفي في 17 يوليو 1972 في غوتينغن في ألمانيا.